# チロルチョコ

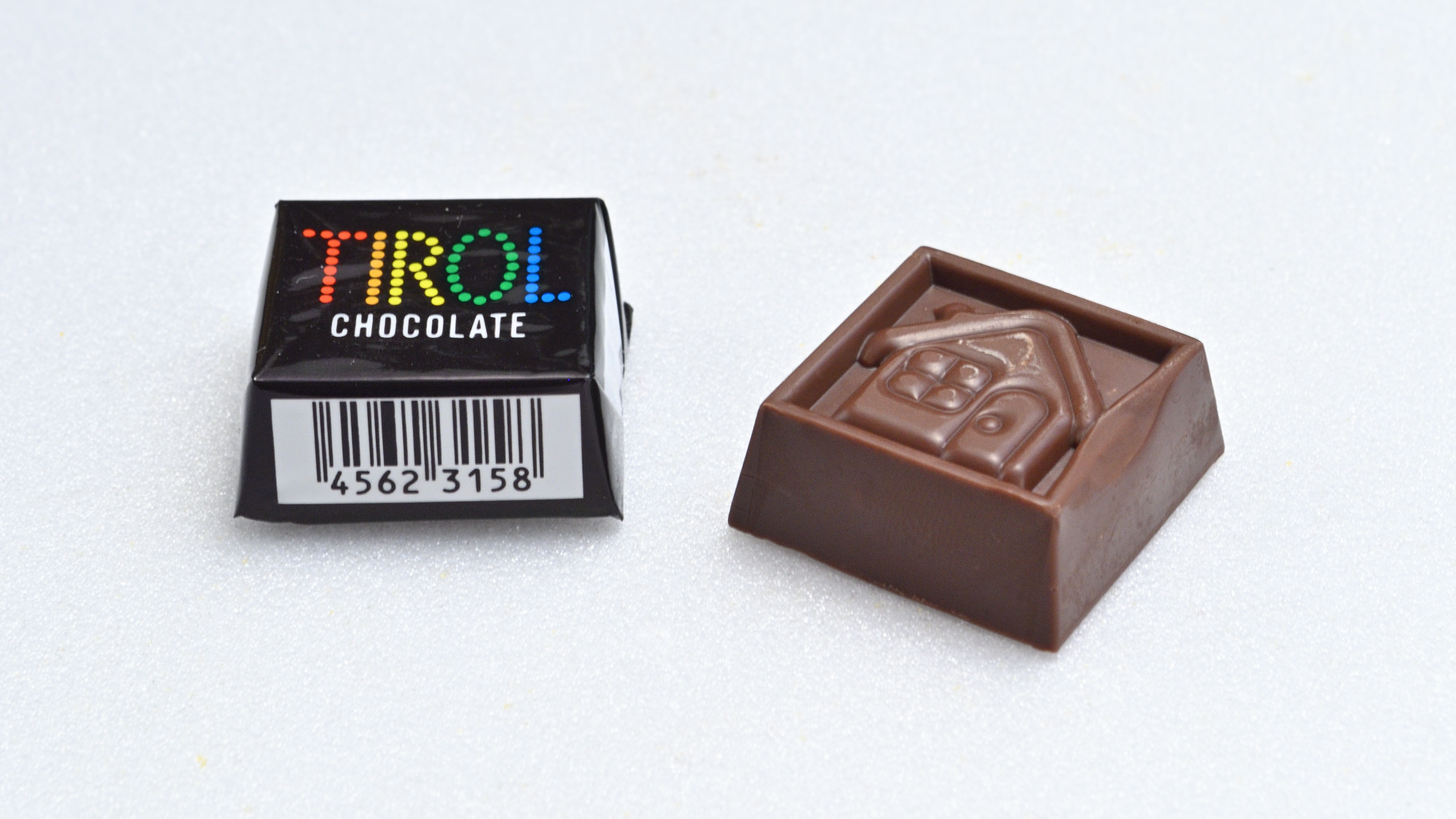
チロルチョコ。画像はコーヒーヌガー味。

チロルチョコは日本でロングセラーとなっているチョコレート駄菓子。もしくはそれを販売するチロルチョコ株式会社のこと。

## 企業

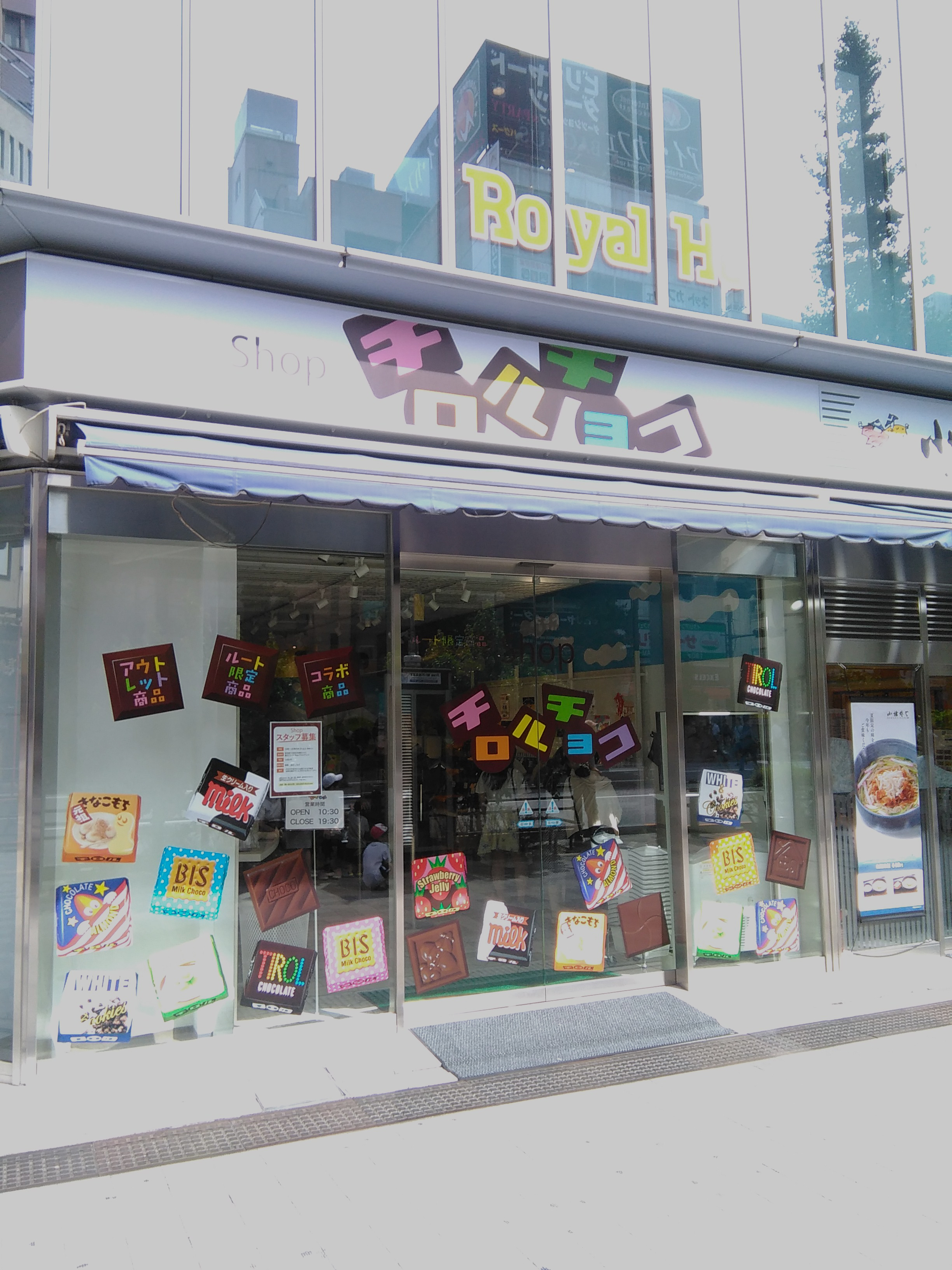
Shopチロルチョコ

チロルチョコ株式会社は2004年、松尾製菓株式会社（本社・福岡県田川市）の企画・販売部門をチロルチョコ株式会社として分離し、東京都千代田区外神田に設立した。外神田は、流行に敏感な消費者が多い秋葉原エリアにある。2018年3月12日、本社がある亀松ビル1階に限定品やアウトレット品なども扱う専門店「Shopチロルチョコ」をオープン。6年余り営業し、2024年8月3日に閉店した。
チロルチョコの他に、「ごえんがあるよ」という五円玉の形をしたチョコ、板チョコ「チロル板チョコクランチパフ」など製造、販売している。製造は松尾製菓が引き続き行っている。「おごりまっせ」等のチロルブランドのアイスクリーム商品は販売も松尾製菓が行っていたが、現在は「ブラックモンブラン」で知られる竹下製菓株式会社（本社：佐賀県小城市）が「竹下アイス」ブランドで製造・販売している。
2019年には、初の海外製造拠点Tirol Choco Vietnam Co., Ltd. をベトナムに設立し、日本向け製品の製造を分担して行う方針である。

### 松尾製菓
松尾製菓は、1903年に福岡県田川郡伊田村（現・田川市）で菓子製造業として創業し、1919年に松尾喜四郎を代表に松尾製菓株式会社を設立。松尾家はもともと朝倉郡秋月（現・朝倉市）に暮らしていたが事業失敗を契機に、炭鉱で栄えていた田川に移住、炭鉱労働者相手に砂糖菓子や飴の製造販売を始めた。
1948年に始めたバラ売りキャラメルがヒットし、業容拡大したが、なべ底不況により売上不振となり、2代目社長の松尾喜宣の発案で、モロゾフの協力を得て、子供が買える廉価のチョコレートを開発。1962年にチョコレート部門を設け「チロル」のブランド名で発売を開始する。チョコの中身を水飴にすることで低価格化し、ひと口サイズを3つ山連ねた形で販売し始めた。当初はおいしくないと不評だったが、水飴の研究開発によりヒット商品となった。1973年のオイルショックによる原料高騰で値上げしたところ販売不調となったため、3つ山を1つ山にして価格を10円に戻し、復調した。1991年、ナビスコで修業していた松尾利彦が社長に就任し、販売網の拡大を図った。
2004年にチロルチョコ株式会社を分社したが、2002年の報道によれば当時の同社の売り上げ約50億円の7-8割がチロルチョコの販売によるものとされている。2002年、社員旅行でオーストリアのチロルを訪れた際は、日本へチロルの名を広めた功績に対して現地の州観光局より感謝状が贈呈された。
松尾製菓現代表の松尾利彦は創業者の孫、同じく孫に関美和がいる。

## チロルチョコ
松尾製菓2代目社長の松尾喜宣によって考案された。「チロル」の名は、松尾がチョコレートを作るにあたって訪れたオーストリアのチロルから採られたもので、美しく雄大な大自然のチロルの爽やかなイメージから名付けられた。松尾は貧しい子供たちにもお菓子を食べさせたいという思いからキャラメルのバラ売りを始め、これが大ヒットする。これを足がかりに 当時高級だったチョコレートも子供たちが買える値段で販売することを考えた。このため、作る前から売価を10円と決めていたが、すべてチョコレートにすると原料費が15円以上もかかるため、チョコの中にヌガー（ミルクヌガー）を入れることでコストを下げ、10円で販売できるチロルチョコを完成させた。これが1962年に発売された元祖チロルチョコで、三つ山がつながっていた。ヌガーの割合は、規格上チョコレートを称することができる範囲に調整してある。
しかしオイルショックでコストが上昇したため、20円、30円と値上げをした結果、売り上げは激減。このため、1979年には1個30円の三つ山チョコを山一つ分に近い小粒サイズに分け、“新製品・コーヒーヌガー味”として1個10円での販売に改めた。「10円あったらチロルチョコ」というキャッチフレーズで再びブームとなった。
コンビニエンスストアなどでは包装紙にバーコードを表示する必要からチョコの大きさを大きくしたため20円のやや大きめのものが売られている。バーコード管理が不要な駄菓子屋などでは、従来通り小型で10円のものも販売されている。

### バリエーション
チロルチョコには期間・数量限定商品などを含めると400種類を超える。これまでに発売された300種類に及ぶフレーバーがあり、定番商品のコーヒーヌガー、ミルク、ストロベリー、ホワイト&クッキー、アーモンド、ビスケットを始め、年間20〜30種類の新商品が誕生している（詳細は「チロルコレクション」を参照）。元祖はチョコレートの規格を満たしているが、バリエーションの多くはフレーバーの配合から準チョコレート規格である。
2003年に発売された「きなこもち」は、当初は「冬のバラエティパック」に封入されていたアソート商品の1つだったが、コンビニのバイヤーから好反応を得て単品発売したところ、テレビで幾度も取り上げられたり口コミで広まった相乗効果もあって、5か月間で約1700万個を売り上げる大ヒット商品となった。以降、秋冬の限定商品として毎年店頭に並ぶ定番商品になっている。
また、チョコレートの型に彫られた図柄やパッケージにも多くの種類があり、2007年11月にオリジナルの画像をパッケージにプリントできる「DECOチョコ」のサービスを開始。2012年10月には「マイチロル」を開設し、625通りの中から好きな味と包装紙を組み合わせてオリジナルのチロルチョコを作れるサービスを開始した。
「チロルチョコとけこむカレー」（コーヒーヌガー、ミルクともに税込500円）発売。主な販売店は、福岡県田川地区の道の駅「勧游舎ひこさん」「香春」「いとだ」と、東京・秋葉原にある「Shopチロルチョコ」。

### コラボレーション
2006年1月に、ウォーキービッツのチロルチョコとのコラボレーションモデルが発売された。同年3月、ファミリーマートでパンでチロルチョコを再現したチロルチョコパンが半月間のみの期間限定で発売。以降ほぼ毎年同じ月に展開されている。
2007年10月に、ダイドードリンコとのコラボレーションによって、チロルチョコ（コーヒーヌガー味）をチョコレートドリンク化した清涼飲料水（乳飲料）「チロルチョコドリンク」が発売された。
2009年に、九州朝日放送(KBC)の企画により明太味のチロルチョコが地域限定で発売された。
2010年、歌手のボブ・ディランの来日を記念して、歴代のアルバムジャケットをパッケージに施したチロルチョコ（25種入りが2箱、計50種）が、ツアー会場限定で発売された。
2011年、有楽製菓のブラックサンダーと森永製菓のチョコボールとのコラボ商品が期間限定で発売された。ブラックサンダー味とチョコボール味がある。全国発売でセブンイレブン専売商品である。ちなみにブラックサンダーは、チロルチョコのコーヒーヌガー味とチョコボール味で、チョコボールは、チロルチョコのコーヒーヌガー味とブラックサンダー味がある。
2018年、ミニストップ各店で、チロルチョコとコラボレーションしたスイーツと菓子パンが登場。「きなこもちモンブラン」「きなこシュークリーム」「コーヒーヌガークレープ」「ミルクプリン」が発売された。
2019年には、ドラッグストアチェーン大手のマツモトキヨシとのコラボレーション商品として、チロルチョコ「いちご大福」が発売された。
2021年4月には、TVアニメ『SHAMAN KING』とのコラボ商品『チロルチョコ（温泉饅頭味）』、11月には株式会社きららの「チーズあられ」と「チロルチョコ（コーヒーヌガー味）」とのコラボ商品『チョコチー』を発売。
2023年2月24日にウマ娘 プリティーダービーとのコラボ商品『ウマ娘 プリティーダービー（袋）』をセブンイレブン限定で発売した。フレーバーはハチミツ風味のチョコとバタークッキーを組み合わせたもの。個包装のデザインは全40種類あり、ランダムに封入されている。なお、商品にハチミツが使用されているため、1歳未満の乳児には与えないようメーカーからアナウンスが出された。

### その他
長期に渡り発売されている定番商品は勿論、限定品を含め包み紙は味によって様々なデザインがあるのでコレクションしたら面白いとコレクションするコレクターがいる。有名人では経済アナリストの森永卓郎や元乃木坂46の樋口日奈がコレクションしていると公言している。

## テレビコマーシャル
- 1960年代は「チーロルチョコ、チーロルチョコ、10円あったらチーロルチョコ、チロルチロールチョコレート」というCMが西日本のTVで盛んに流されていた[33]。1970年頃には原料費が高騰したため、3つ山の型はそのまま商品のサイズを小さくして販売価格上昇を抑え、「今でも10円、チロルチョコレート」というCMに切り替えた。それでもその後の原料費高騰を吸収できず、やむなく商品価格を20円、30円と上昇させ[34]、TVCMも減らしたため、売り上げも減少した。
- 1970年代末頃には明石家さんまと子役時代の松岡由貴が共演していた。なお明石家さんまは先生役で登場したこともある[35]。
- 1980年代前半は「10円あったらチロルチョコ」と言う台詞もコマーシャルの最後にあった。またその直後に作成されたCMでは「食べればわかるチロルチョコ」と言う台詞のコマーシャルも存在していた。
- CMには山田邦子やコント赤信号（渡辺正行・ラサール石井・小宮孝泰）も出演した。
- 1994年頃に発売した「フレークチョコ」のCMは、「フリフリフレーク」と後ろを向いた3人の少女達が歌いながらお尻をふり、最後にスカートをめくるものと、サンバダンサー風の外国人の女性が男の子の前で「フリフリフレーク チロルチョコ」と歌うというもの[35]の2種があった。しかし、「猥褻だ」と抗議がメーカーに届いたため女性サンバダンサーのCMは露出の少ない服装に、少女の方もスカートをめくらないものに差し替えられた。
- 『親の目子の目』（テレビ朝日ほか民教協加盟局）や、『ダウンタウンのごっつええ感じ』（フジテレビ系）のスポンサーでもあった。